# Penn Jones Jr.
William Penn Jones Jr (14 de outubro de 1914 - 25 de janeiro de 1998) foi um jornalista norte-americano, o editor e autor do jornal Midlothian Mirror. Ele também foi um dos primeiros teóricos da conspiração sobre o assassinato de John F. Kennedy.

## Biografia

### Início da Vida e Educação
Jones nasceu em Lane’s Chapel, Texas. Ele foi um dos oito filhos de William Penn Jones, um fazendeiro, e sua esposa Gussie Earline Jones. Três de seus irmãos morreram na infância. Mais tarde, a família comprou uma fazenda em Annona, Texas Depois de se formar em Clarksville High School em 1932, Jones frequentou a Magnolia A&M Junior College por menos de dois anos.
Em 1935, ele foi transferido para a Universidade do Texas em Austin Foi lá que Jones conheceu um professor de economia quem ele mais tarde creditou por ter se tornado liberal. Enquanto na Universidade, Jones teve aulas de direito com seus colegas de classe Henry Wade e John Connally Wade mais tarde se tornou promotor em Dallas, enquanto Conolly se tornaria o trigésimo nono governador do Texas. Ambos foram personagens relevantes no assassinato de John F. Kennedy. Em 1940, Jones largou a faculdade, admitindo mais tarde que a carga acadêmica do curso era muito difícil.

### Serviço Militar e Carreira
Em 1933, Jones se juntou à Guarda Nacional do Texas. Em outubro de 1940, foi chamado à ativa para servir durante a Segunda Guerra Mundial, na Trigésima Sexta Divisão da Infantaria no Teatro Europeu da Segunda Guerra Mundial. Ele foi dispensado da Guarda em 1963, quando o Governador do Texas John Connally o promoveu ao ranking de General de Brigada Brevet.
Em 1946, Jones comprou o Midlothian Mirror por quatro mil dólares. Ele eventualmente vendeu o jornal em 1974. Em 1962, Penn recebeu o Prêmio Elijah Parish Lovejoy por coragem no jornalismo.
Hugh Aynesworth estava entre aqueles que indicaram Jones para o prêmio.
Jones era conhecido por ser um grande crítico do relatório da Comissão Warren sobre o assassinato de John F. Kennedy, além de alegar que 150 pessoas conectadas ao assassinato morreram sob circunstâncias misteriosas. Em 1967, ele auto-publicou Forgive my Grief, um trabalho de quatro volumes sobre o assassinato do Presidente Kennedy.
Em 1980, Jones co-editou o informativo The Continuing Inquiry com Gary Mack do Sixth Floor Museum em Dealey Plaza.
Em 1981, Jones declarou que acreditava que nove homens, vindos de Oklahoma para Dallas, atiraram uma bala cada em Kennedy. Ele disse que o tiro fatal dado em Kennedy foi atirado de um bueiro em Elm Street.

### Vida Pessoal
Jones foi casado duas vezes e teve dois filhos. Ele se casou com sua primeira esposa Louise Angove em julho de 1941. Eles tiveram dois filhos: Penn Jones III (nascido em 1944) e Michael (nascido em 1948). Eles se divorciaram em 1983. Naquele mesmo ano, Jones se casou novamente com Elaine Kavanaugh. Eles permaneceram juntos até a morte de Jones.

### Falecimento
Em 25 de Janeiro de 1988, Jones morreu de Alzheimer em uma casa de repouso em Alvarado, Texas, com 83 anos. Seu funeral foi realizado na Igreja Católica de St. Joseph, em Waxahachie, Texas.

## Publicações
Livros
- Forgive My Grief I. Midlothian, Tex.: Midlothian Mirror (1966). ISBN 0686212509.

Prefácio de John Howard Griffin.
- Forgive My Grief II. Midlothian, Tex.: Midlothian Mirror (1967). ISBN 0686912802.

"Mais Revisão Crítica do Relatório da Comissão Warren sobre o Assassinato do Presidente John F. Kennedy."
- Forgive My Grief III. Midlothian, Tex.: Midlothian Mirror (1969). OCLC 220392096.
  - Reprinted with addendum (January 1976).

"Mais Revisão Crítica do Relatório da Comissão Warren sobre o Assassinato do Presidente John F. Kennedy."
- Forgive My Grief IV. Midlothian, Tex.: Penn Jones, Jr. (1974). OCLC 867741583.

"Further Critical Review of the Warren Commission Report on the Assassination of President John F. Kennedy."
Contribuições
- "Editorials from the Midlothian Mirror." In: Welsh, David (editor). In the Shadow of Dallas: A Primer on the Assassination of President Kennedy. São Francisco: Ramparts (1967): 29-49.

Periódicos
- Midlothian Mirror (1974–1963).

Jornal semanal Midlothian, Texas.
- The Continuing Inquiry (1976–1984).

Boletim mensal explorando os assassinatos de John F. Kennedy, Robert F. Kennedy e Martin Luther King, Jr.
Resenhas de livros
- Review of Aphrodite: Desperate Mission por Jack Olsen. Continuing Inquiry, vol. 2, no. 11 (Jun. 22, 1978): 1-5.
- Review of The Advance Man: An Off-beat Look at What Really Happens in Political Campaigns por Jerry Bruno r Jeff Greenfield. Continuing Inquiry, vol. 2, no. 11 (Jun. 22, 1978): 8, 13.

Artigos
- "The Purloined Letter (With apologies to Edgar Allen Poe)." Continuing Inquiry, vol. 1, no. 3 (Out. 22, 1976): 1-2.
- "Little Philosophy." Continuing Inquiry, vol. 1, no. 3 (Out. 22, 1976): 13-15.
- "If They're Serious." Continuing Inquiry, vol. 1, no. 4 (Nov. 22, 1976): 11.
- "For Starters." Continuing Inquiry, vol. 1, no. 4 (Nov. 22, 1976): 11.
- "A Little Philosophy (Continued from October issue)." Continuing Inquiry, vol. 1, no. 4 (Nov. 22, 1976): 13-14.
- "Sorensen, Director of Intelligence ???" Continuing Inquiry, vol. 1, no. 6 (Jan. 22, 1977): 2-4.
- "November 22, 1963: Death of a Secret Service Agent?" com Gary Shaw. Continuing Inquiry, vol. 1, no. 6 (Jan. 22, 1977): 4-6.
- "The 'New' Oswald Letter." Continuing Inquiry, vol. 1, no. 7 (Fev. 22, 1977): 9-10.
- "Instructing a Witness." Continuing Inquiry, vol. 1, no. 7 (Fev. 22, 1977): 13-14.
- "Disappearing Witnesses." The Rebel (magazine), vol. 1, no. 1 (Nov. 22, 1983): 36-43.

### Leitura Complementar
- Nash, H.C. (1977). Citizen's Arrest: The Dissent of Penn Jones Jr. In the Assassination of JFK. Latitudes Press.